# Vinexpo
Vinexpo startade år 1981 av Jean-Paul Jauffret, och är en träff för världens största vin- och spritproducenter. Den hålls i Bordeaux, Frankrike, varje udda år i juni, vanligen i Parc des Expositions de Bordeaux-Lac.

## Andra vinutställningar i världen
- ProWein, Düsseldorf, Tyskland
- Vinitaly, Verona, Italien